# D8a (hunebed)
D8a is een verdwenen hunebed, het lag ten zuiden van D8 bij Anloo in de Nederlandse provincie Drenthe.
A. Klein Wassink, J.E. Musch en J. Musch vonden de overblijfselen in 1992. Samen met D8b was het geheel ontmanteld, er restte enkel een kuil. Ook werd er aardewerk uit de trechterbekercultuur geborgen.
D8a en D8b waren van vergelijkbare grootte als D8.